# Suzanne (Somme)
Suzanne település Franciaországban, Somme megyében. Lakosainak száma 191 fő (2022. január 1.). Suzanne Éclusier-Vaux, Bray-sur-Somme, Cappy, Maricourt és Carnoy-Mametz községekkel határos.

## Népesség
A település népessége az elmúlt években az alábbi módon változott:
| Lakosok száma | 175  | 177  | 186  | 186  | 190  | 192  | 193  | 192  | 191  |
|               | 2013 | 2015 | 2016 | 2017 | 2018 | 2019 | 2020 | 2021 | 2022 |